# Stanza delle Lacrime
La stanza delle lacrime, detta anche stanza del pianto, è una piccola anticamera all'interno della Cappella Sistina nella Città del Vaticano, dove il papa appena eletto indossa per la prima volta la talare bianca.

## Origine del nome
La stanza delle lacrime riceve il suo nome in riferimento alle lacrime che sono state versate dai papi appena eletti al suo interno. Secondo padre Christopher Whitehead, il nome della stanza può essere spiegato «perché il pover'uomo ovviamente si commuove fino alle lacrime all'essere stato eletto». È anche conosciuta come stanza del pianto. Dal 2013 è presente una lapide che riporta che è dall'elezione di papa Gregorio XIV si è iniziato a definirla "del pianto".

## Ubicazione e utilizzo
La stanza si trova nella Città del Vaticano, alla sinistra dell'altare della Cappella Sistina ed è destinata per lo più ad un uso esclusivo nei momenti immediatamente successivi all'elezione del papa in conclave. Si tratta infatti del luogo in cui il neo eletto pontefice si reca dopo aver accettato la propria elezione per cambiarsi d'abito dismettendo i paramenti cardinalizi per indossare quelli pontifici. In questa stanza sono predisposte prima dell'inizio del conclave tre taglie differenti di vesti papali (grande, media e piccola), tra cui il nuovo pontefice può scegliere per vestirsi inizialmente.
Inoltre, la stanza custodisce albe, pianete e piviali indossati da vari papi nel corso degli anni, tra cui il piviale di papa Pio VI e la stola di papa Pio VII.
Sebbene la stanza sia adiacente alla Cappella Sistina, la sua specifica destinazione e il suo significato simbolico la distinguono da una sagrestia funzionale. Non è pertanto utilizzata come sagrestia tradizionale per le altre funzioni religiose che si svolgono all'interno della Cappella Sistina, in questi casi viene utilizzata una sagrestia dedicata, che si trova in un'altra area del complesso Vaticano.